# Tányérhasú algaevő
Tányérhasú algaevő (Pseudogastromyzon cheni) más elterjedt nevén palacsinta algázó vagy kínai pleco, a pontyalakúak rendjébe tartozó halfaj.

## Megjelenése
Átlagos mérete 12 cm. Származási helye: Kína. Kedvelt akváriumi díszhal.

## Életmódja
Tartása csak gyakorlott akvaristák számára ajánlott, érzékeny a vízminőség változására és a túl magas hőmérsékletre. Vizének hőfoka maximum 25 °C lehet. Magas oxigénszintre van szüksége és tágas medencére, minimum 80 literesre. Békés faj, az agresszív akváriumi halak, mint a botiák és harcsák elpusztíthatják. Szinte folyamatosan az üvegre és dekorációra tapadva keresi táplálékát. Eledele algákból, növényi tablettákból, apró férgekből és rákocskákból áll. A nemek közti különbség kicsi, a nőstény általában erőteljesebb színezetű.